# Caspar van Citters

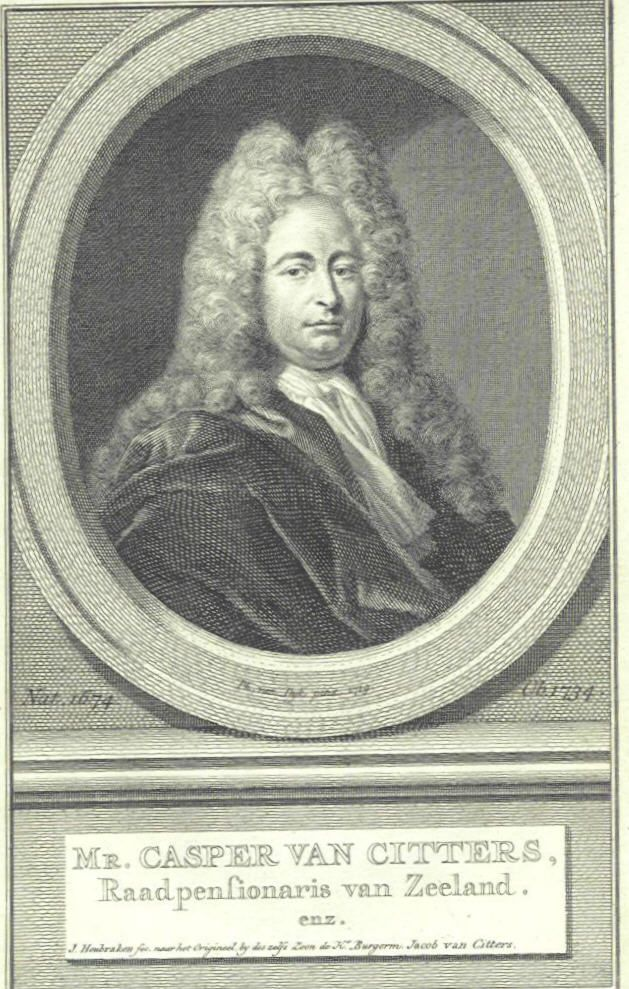
Caspar van Citters

Caspar van Citters (Middelburg 22 januari 1674 - aldaar, 28 september 1734) was raadpensionaris van Zeeland van 1718 tot 1734.
Van Citters werd geboren als telg uit het regentengeslacht Van Citters en zoon van mr. Aernout van Citters, heer van Gapinge (1633-1696), raadsheer Hoge Raad, ambassadeur, en diens tweede echtgenote  Josina Parduyn (1642-1718). Hij promoveerde in 1699 in de rechten in Orléans waarna hij zich in zijn geboortestad als advocaat vestigde. Vanaf 1700 was hij raad in het Hof van Vlaanderen. Van 1705-1711 was hij pensionaris van Middelburg. Tijdens de twisten in Middelburg, na het overlijden van koning stadhouder Willem III van Oranje-Nassau in 1702, speelt hij een vooraanstaande rol. In 1711 werd hij benoemd tot Secretaris van Zeeland. In deze functie was hij de schrijver van de definitieve versie van het Contract van Harmonie uit 1715. Met dit reglement werden de twisten tussen de stadhouderlijke en de staatsgezinde facties in Zeeland beëindigd. Het Contract van Harmonie regelde de verdeling van de bestuurlijke functies. Caspar werd in 1718, namens Middelburg, benoemd tot raadpensionaris van Zeeland als opvolger van zijn schoonvader Jacob Verheije.
Mr. C. van Citters trouwde in 1703 met Magdalena Verheye (1672-1732), dochter van de genoemde raadspensionaris, met wie hij een zoon kreeg: mr. Jacob van Citters, heer van Sint-Laurens en Popkensburg (1781-) (1708-1792), burgemeester van Middelburg.
Hij onderhield een intensieve correspondentie met zijn nicht Susanna Maria Loncque, ambachtsvrouwe van Oosterland. Ook stond hij haar regelmatig bij als adviseur.